# Nörditz
Nörditz ist ein Ortsteil von Gößnitz im Landkreis Altenburger Land in Thüringen.

## Lage
Nörditz liegt südwestlich von Gößnitz kurz vor Schmölln im auslaufenden Altenburg-Zeitzer Lösshügelland. Zu dem Ort gehört noch die Siedlung am Forsthaus, bestehend aus dem ehemaligen Gasthaus, einer Gärtnerei sowie drei weiteren Häusern. Im Ort selbst existieren 26 bebaute Grundstücke.

## Geschichte
Im Jahr 1336 wurde das Dorf erstmals urkundlich erfasst, in dessen unmittelbarer Nähe die Existenz einer vorgeschichtlichen Siedlung nachgewiesen ist. Nörditz gehörte zum wettinischen Amt Altenburg, welches ab dem 16. Jahrhundert aufgrund mehrerer Teilungen im Lauf seines Bestehens unter der Hoheit folgender Ernestinischer Herzogtümer stand: Herzogtum Sachsen (1554 bis 1572), Herzogtum Sachsen-Weimar (1572 bis 1603), Herzogtum Sachsen-Altenburg (1603 bis 1672), Herzogtum Sachsen-Gotha-Altenburg (1672 bis 1826). Bei der Neuordnung der Ernestinischen Herzogtümer im Jahr 1826 kam der Ort wiederum zum Herzogtum Sachsen-Altenburg.
Nach der Verwaltungsreform im Herzogtum gehörte Nörditz bezüglich der Verwaltung zum Ostkreis (bis 1900) bzw. zum Landratsamt Ronneburg (ab 1900). Das Dorf gehörte ab 1918 zum Freistaat Sachsen-Altenburg, der 1920 im Land Thüringen aufging. 1922 kam es zum Landkreis Altenburg. Zu Nörditz gehört das Forsthaus an der Straße nach Gößnitz, dieses war das Stammlokal der Jägergemeinschaft. Die letzte Jagd fand am 5. Dezember 1944 statt, nach Kriegsende mussten alle Gewehre abgegeben werden.
Am 1. Juli 1950 wurde Nörditz nach Gößnitz eingemeindet. Bei der zweiten Kreisreform in der DDR wurden 1952 die bestehenden Länder aufgelöst und die Landkreise neu zugeschnitten. Somit kam Nörditz als Ortsteil der Stadt Gößnitz mit dem Kreis Schmölln an den Bezirk Leipzig, der seit 1990 als Landkreis Schmölln zu Thüringen gehörte und bei der thüringischen Kreisreform 1994 im Landkreis Altenburger Land aufging.

## Wirtschaft und Infrastruktur
Der Ort liegt an der Landesstraße L 1358, welche die Verbindung der Bundesstraße B 7 in Schmölln und der B 93 in Gößnitz darstellt. In der Gemarkung von Nörditz und der des angrenzenden Schmöllner Ortsteiles Nitzschka befindet sich der voll erschlossene Verbundstandort des Städtebundes Schmölln-Gößnitz.